# Tyrrell
Die Tyrrell Racing Organisation war ein britischer Motorsport-Rennstall, der zwischen 1970 und 1998 ausschließlich in der Formel 1 agierte. Gründer und Namensgeber war der englische Holzhändler Ken Tyrrell, der mit seinem Team um den Piloten Jackie Stewart vor allem zu Beginn der 1970er-Jahre beachtliche Erfolge erzielte und zwei Fahrer- sowie eine Konstrukteursweltmeisterschaft gewann. Den letzten von 23 Grand-Prix-Erfolgen auf einem Tyrrell erzielte der Italiener Michele Alboreto 1983. Danach begann der sportliche Niedergang. Der Rennstall bestand noch bis 1998, bevor er von dem angloamerikanischen Tabakkonzern BAT aufgekauft wurde, der daraus das Team British American Racing (BAR) formierte.

## Tyrrell Racing Organisation in der Formel 1

### Die Ära Stewart: Vom Kundenteam zum Konstrukteur

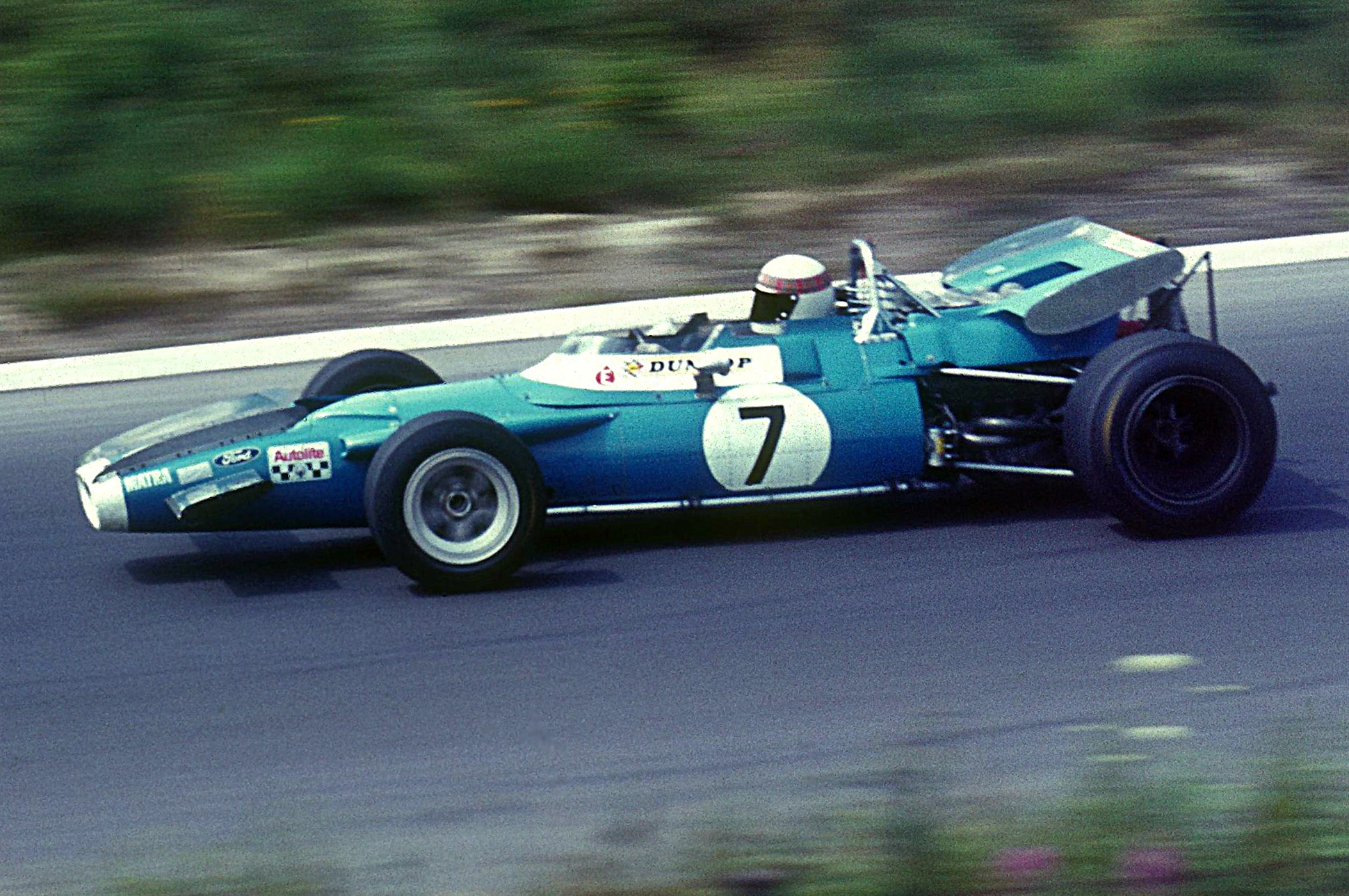
Jackie Stewart im Matra MS80-Ford der Tyrrell Racing Organisation beim Großen Preis von Deutschland 1969

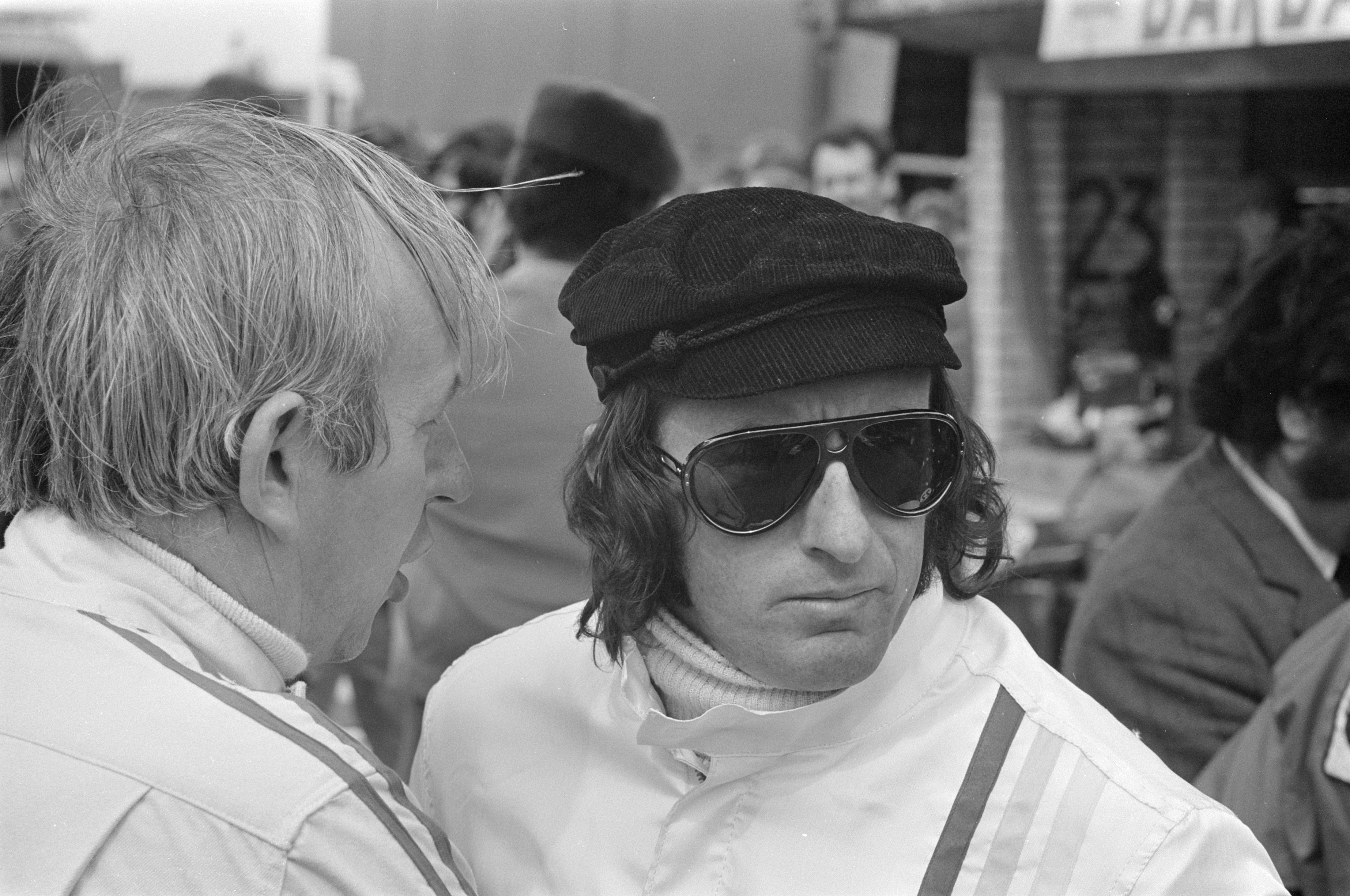
Drei Fahrerweltmeisterschaften mit Tyrrell: Jackie Stewart

Nachdem die Tyrrell Racing Organisation seit den 1950er-Jahren in der Formel Junior, der Formel 3 und der Formel 2 angetreten war, engagierte sich der Rennstall ab 1968 in der Formel 1. Tyrrell trat in den ersten sechs Formel-1-Jahren mit Jackie Stewart als Stammfahrer an. Diese Jahre bildeten die erfolgreichste Phase des Teams: Tyrrell gewann in dieser Zeit drei Fahrermeisterschaften (1969, 1971, 1973) und eine Konstrukteursmeisterschaft (1971). Stewart und seine Erfolge prägten das Bild des Teams so stark, dass Chronisten später davon sprachen, Tyrrell sei eigentlich ein Stewart-Team gewesen.
In seinen ersten beiden Jahren war Tyrrell ein reines Kundenteam. Chassislieferant war der französische Hersteller Matra, der gleichzeitig ein eigenes Werksteam unterhielt. Während Matra allerdings einen eigenen Zwölfzylindermotor einsetzte, verwandte Tyrrell den neuen Cosworth-DFV-Achtzylinder, der kompakter, leichter und stärker war als das französische Aggregat.
Zum Debütrennen des Teams beim Großen Preis von Südafrika 1968 verwendete Tyrrell einen Matra MS9. Das Auto war ursprünglich für Matras Zwölfzylindermotor vorgesehen und wurde für Tyrrell einmalig mit einem Cosworth-FVA-Triebwerk ausgerüstet. Ab dem zweiten Rennen des Jahres erhielt Tyrrell den Matra MS10, den Bernard Boyer speziell für Tyrrell und den Cosworth DFV-Motor konstruiert hatte. Stewart gewann mit dieser Kombination das dritte Rennen der Saison 1968, den Großen Preis der Niederlande. Herausragend war Stewarts Fahrt beim Großen Preis von Deutschland auf dem regennassen Nürburgring, wo er mit gebrochenem Handgelenk einen Vorsprung von mehr als vier Minuten auf den Zweitplatzierten herausfuhr. Jackie Stewart beendete die Saison mit 39 Punkten als Vizemeister.
1969 gewann Stewart sechs von elf Weltmeisterschaftsläufen und wurde mit 63 Punkten Fahrerweltmeister. Sein nächster Verfolger, der Brabham-Pilot Jackie Ickx, erzielte lediglich 37 Meisterschaftspunkte. Die Konstrukteursweltmeisterschaft ging an Matra, das in diesem Jahr kein eigenes Werksteam unterhielt.

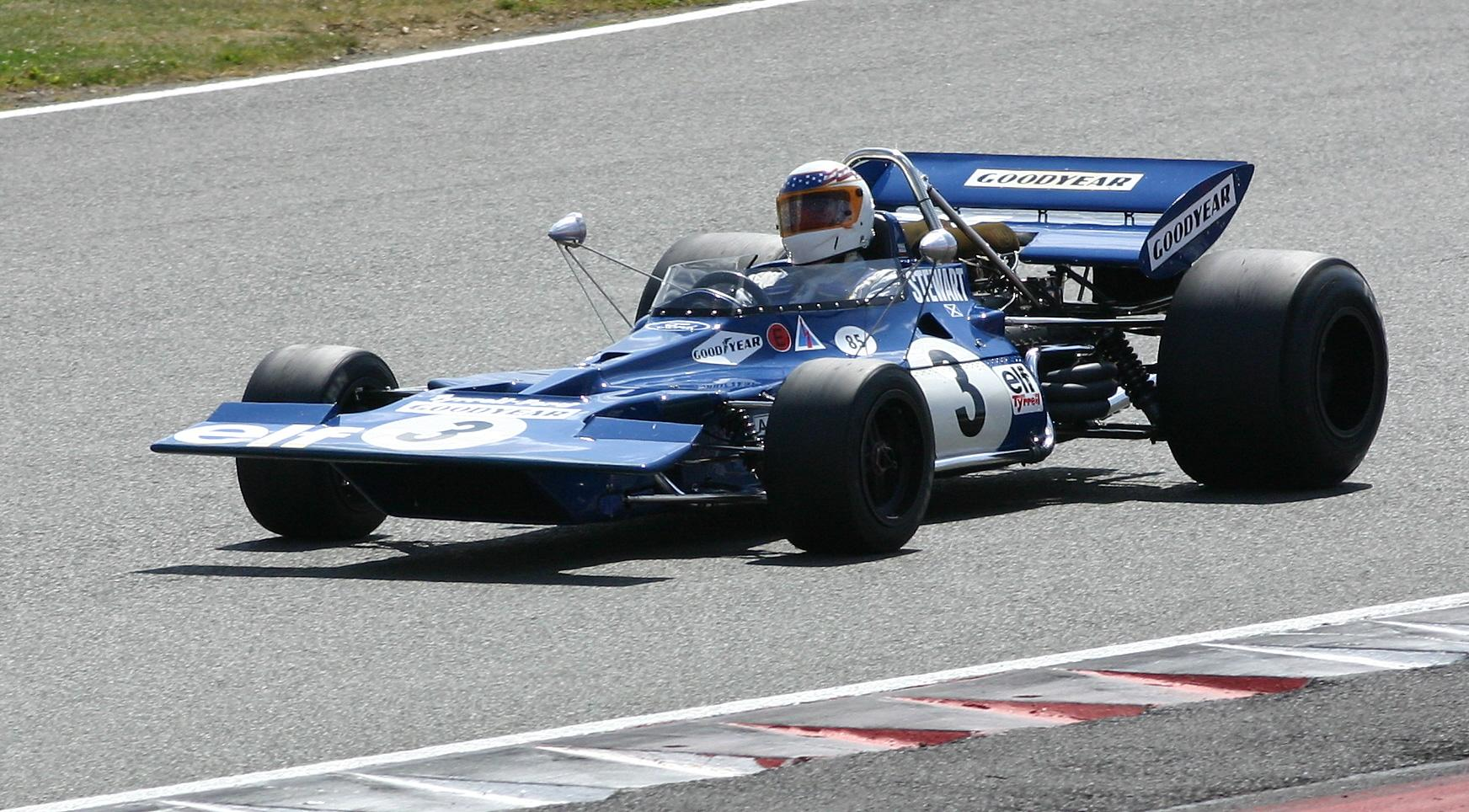
Tyrrells erste Eigenkonstruktion: 001 von 1970

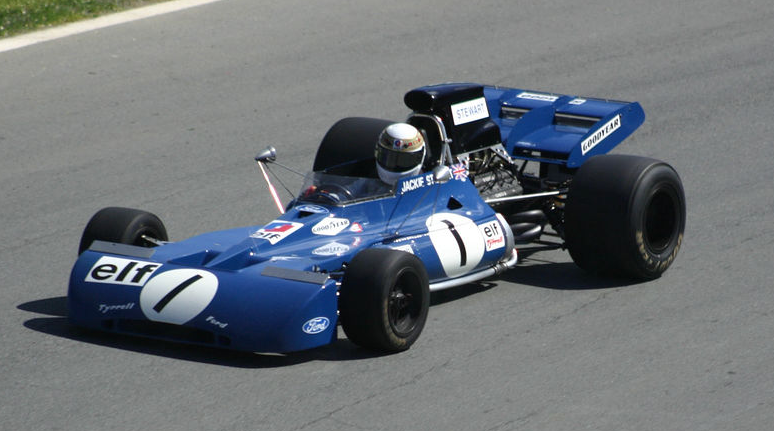
Weltmeisterauto von 1971: Tyrrell 003

1970 trennten sich die Wege von Tyrrell und Matra. Der französische Hersteller, der in den Einflussbereich des Chrysler-Konzerns geraten war, unterstützte die Verbindung seines Chassis mit einem von Ford finanzierten Cosworth-Motor nicht mehr. Matra knüpfte die weitere Lieferung von Fahrgestellen vielmehr an die Bedingung, dass Tyrrell künftig Matras Zwölfzylindermotor verwendete. Ken Tyrrell, der von den Qualitäten des leichten und leistungsstarken Cosworth-DFV-Motors überzeugt war, wandte sich daraufhin von Matra ab. Nachdem Tyrrells Versuche, Chassis von McLaren oder Lotus zu übernehmen, gescheitert waren, entschied er sich für die Konstruktion eines eigenen Rennwagens, bis zu dessen Fertigstellung übergangsweise drei Kundenchassis von March Engineering eingesetzt wurden. 
Im Laufe des Jahres 1970 entwickelte Derek Gardner für Tyrrell ein eigenes Chassis, das beim Großen Preis von Italien der Öffentlichkeit präsentiert wurde und seinen ersten WM-Einsatz unter Jackie Stewart beim darauffolgenden Großen Preis von Kanada in Mont Tremblant hatte. Ab 1971 setzte Tyrrell durchgängig eigene Autos ein. Die Tyrrell 001 bis 005 waren Einzelstücke; die Ziffern bezeichneten jeweils die Fahrgestellnummern. Erst ab dem 006 bezog sich die Bezeichnung auf einen Fahrzeugtyp, von dem üblicherweise mehrere Nachbauten hergestellt wurden.
Jackie Stewart gewann 1970 mit dem March 701 einen Weltmeisterschaftslauf und ein nicht zur Weltmeisterschaft zählendes Formel-1-Rennen. Stewarts Teamkollege war zunächst Johnny Servoz-Gavin. Der Franzose bestritt die ersten drei Weltmeisterschaftsläufe für das britische Team. Beim Großen Preis von Monaco verpasste er die Qualifikation. Es war die erste Nichtqualifikation des Tyrrell-Teams seit 1968. Nach dieser Veranstaltung beendete Servoz-Gavin seine aktive Fahrerkarriere aus gesundheitlichen Gründen. Im Mai 1970 erklärte er, er habe bei einigen Rennen Angstgefühle gehabt und sehe sich nicht mehr in der Lage, risikoreich zu fahren. Ken Tyrrell wollte Servoz-Gavins Cockpit zunächst mit Brian Redman wiederbesetzen. Tyrrells Hauptsponsor, der französische Mineralölkonzern Elf, setzte allerdings François Cevert durch, obwohl dieser in der Formel 2 an das Konkurrenzunternehmen Motul gebunden war. Jackie Stewart, der Cevert seit dem Grand Prix de Reims 1969 kannte, unterstützte diese Entscheidung. Zwischen Stewart und Cevert entwickelte sich in den folgenden Jahren eine enge Freundschaft.
In der Saison 1971 war Stewarts 003 das dominierende Auto: Stewart gewann sechs von 10 Weltmeisterschaftsläufen, die er im 003 fuhr, und entschied ein zweites Mal die die Fahrerweltmeisterschaft für sich; in diesem Jahr wurde Tyrrell auch Konstrukteursmeister. 1972 ließ sich der Erfolg nicht wiederholen. Es gab noch einzelne Siege, aber die auf das Jahr 1970 zurückgehenden Tyrrell-Autos 002 und 003 hatten mittlerweile ihre beherrschende Stellung eingebüßt. Die Saison 1972 wurde stattdessen bestimmt vom Lotus 72, mit dem Emerson Fittipaldi Weltmeister wurde. Erst die neu konstruierten Tyrrell 005 und 006, die im Herbst erschienen, waren wieder auf dem Niveau der Spitzenautos. 

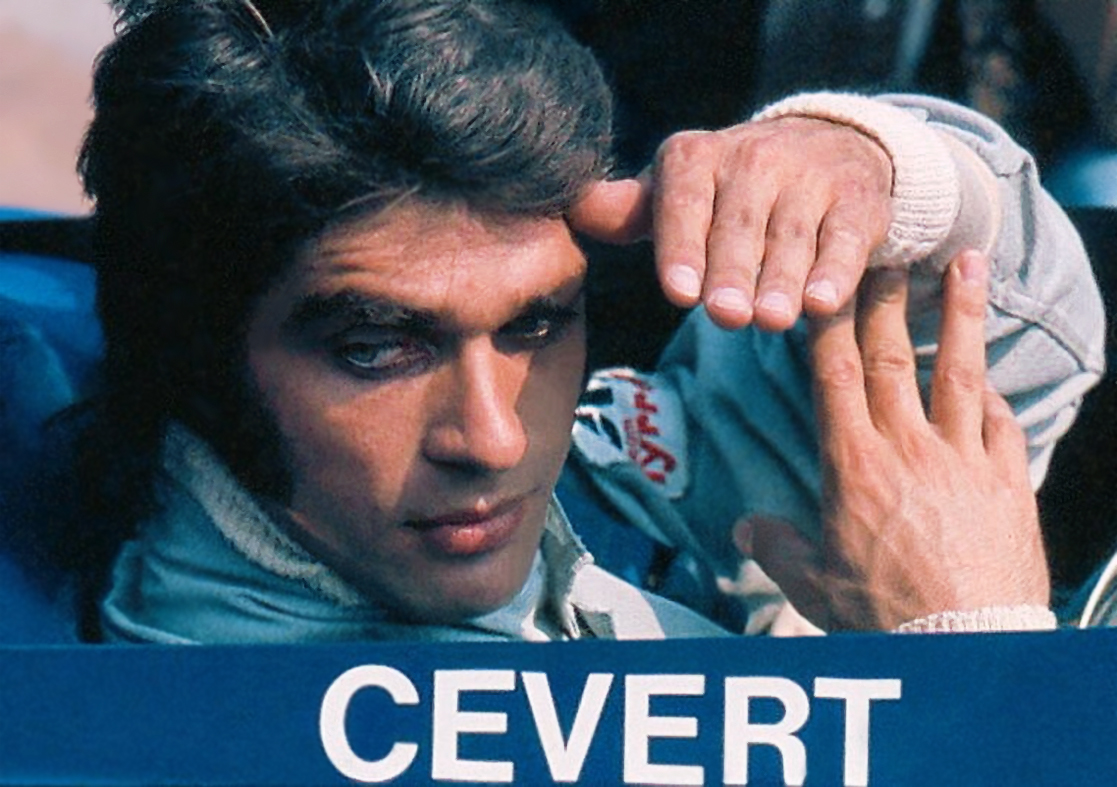
Potentieller Nachfolger Jackie Stewarts: François Cevert

Die Saison 1973 bedeutete eine Zäsur für das Tyrrell-Team. Zwar konnte Stewart das Jahr mit dem dritten Fahrertitel beenden. Allerdings war er bereits im Frühjahr 1973 zu dem Entschluss gekommen, seine Formel-1-Karriere mit dem Ablauf der Saison zu beenden. Diese Entscheidung sollte allerdings erst nach Saisonende verkündet werden. Tyrrells Planungen gingen im Frühsommer dahin, den inzwischen etablierten Cevert in die Position des Spitzenfahrers aufrücken zu lassen, während der britische Formel-2-Fahrer Gerry Birrell die Rolle des Juniorpartners einnehmen sollte. Diese Überlegungen liefen allerdings ins Leere, da Cevert und Birrell innerhalb von dreieinhalb Monaten tödlich verunglückten. Birrell starb beim Training zu einem Formel-2-Rennen in Rouen-les-Essarts, und Cevert fiel beim letzten Rennen der Saison in Watkins Glen einem Unfall zum Opfer.

### Die 1970er Jahre

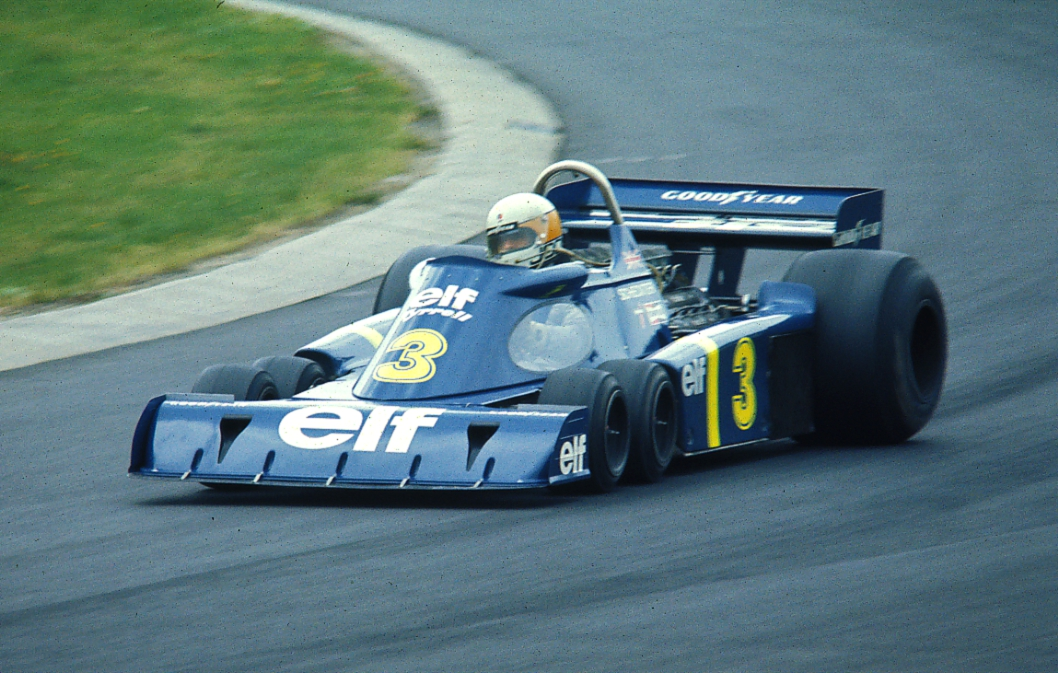
Tyrrell P34 Ford-Cosworth beim Training zum Grand Prix von Deutschland 1976

Ken Tyrrell musste die Saison 1974 daraufhin mit einer völlig neuen Fahrerpaarung beginnen, die keine gewachsenen Bindungen zum Team hatte. 1974 wurde damit zu einem Neuanfang. In den folgenden Jahren ließ die Leistung des Teams spürbar nach. Mit dem legendären Sechsradwagen Tyrrell P34 sorgte das Team noch einmal für Aufsehen. Der P34 war der erste und einzige Formel-1-Rennwagen, der über sechs Räder (vier vorne, zwei hinten) verfügte und im Rennen eingesetzt wurde. 1976 fuhren Jody Scheckter und Patrick Depailler den Wagen, 1977 Depailler und Ronnie Peterson. Dieses Modell hatte auf jeder Seite zwei kleine hintereinanderliegende Vorderräder. Die Vorteile lagen in einer besseren Aerodynamik und besserer Bodenhaftung. Im ersten Jahr hatte dieses Konzept Erfolge zu verzeichnen. So gewann Jody Scheckter den Großen Preis von Schweden 1976, bei dem Patrick Depailler Zweiter wurde. Nach erheblichen Reifenproblemen fand das Konzept des P34 allerdings Ende 1977 sein Ende. In der Retrospektive sah Ken Tyrrell den P34 als Irrweg an. Diese Erfahrung prägte ihn nachhaltig, sodass er in den folgenden eineinhalb Jahrzehnten überwiegend konservative, unspektakuläre und auch nicht mehr konkurrenzfähige Fahrzeuge zum Einsatz brachte. Siege wurden selten. Zwar fuhren mit Ronnie Peterson und Jody Scheckter gelegentlich noch hochklassige Piloten für das Team; generell ging Tyrrell aber dazu über, junge, preiswerte Fahrer zu verpflichten. Das Team litt im Übergang von den 1970er- auf die 1980er-Jahre wiederholt unter finanziellen Schwierigkeiten. Ken Tyrrell hielt den Rennstall immer wieder mit Zuschüssen aus seinem privaten Vermögen am Leben. Zugleich baute er Personal ab. In der Saison 1981 hatte der Rennstall lediglich 25 Mitarbeiter, 20 weniger als im Jahr zuvor.

### Tyrrell in der Turbo-Ära

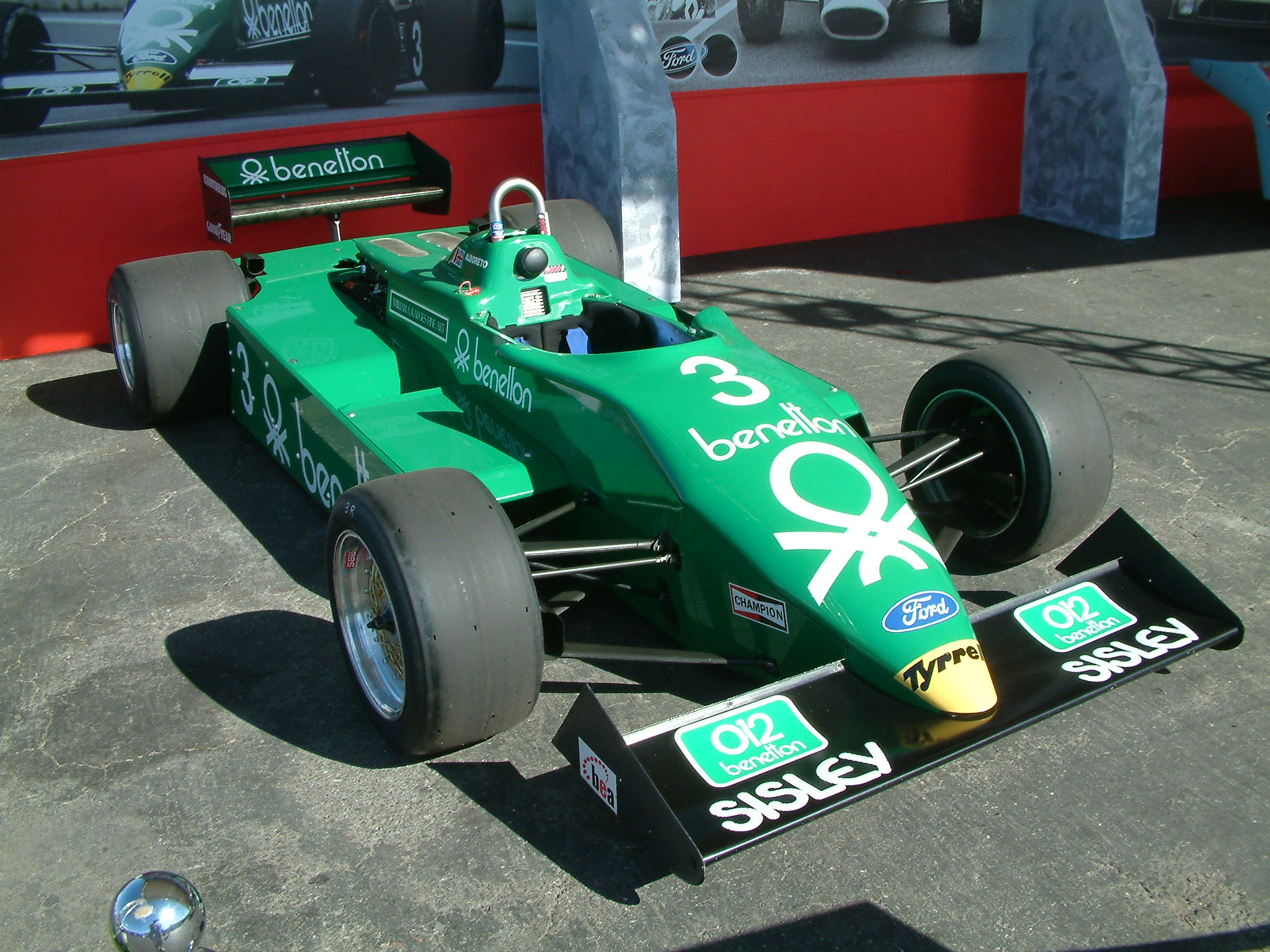
Tyrrell 011 von 1983

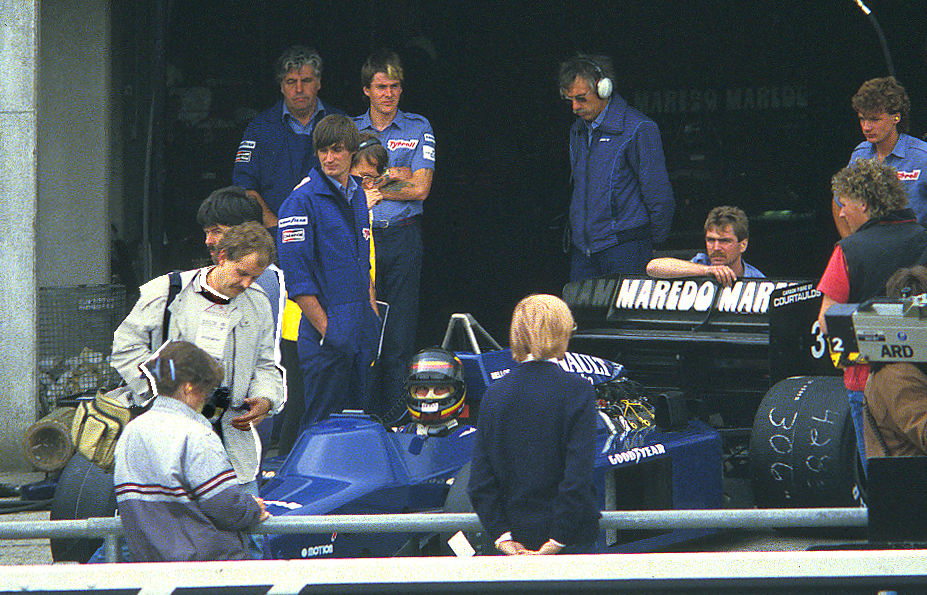
Stefan Bellof im Tyrrell 014 mit Renault-Motor beim Training zum Großen Preis von Deutschland 1985

Die unbefriedigenden Erfahrungen mit dem unkonventionellen P34 lassen Tyrrells langjährige Weigerung verständlich erscheinen, von Cosworth-Saugmotoren auf Turbotriebwerke umzusteigen. So hatte das Team bereits 1980 die Gelegenheit, Turbotriebwerke von Renault zu übernehmen. Tyrrell lehnte diesen Schritt jedoch ab und bemühte sich auch zu Beginn der 1980er-Jahre, als die Überlegenheit des Turbokonzepts bereits deutlich erkennbar war und sogar Teams wie Toleman, Ligier oder Arrows längst aufgeladene Motoren einsetzten, zunächst nicht um entsprechende Konzepte. 1985 war Tyrrell, abgesehen von Minardi, das letzte Team, das noch mit Saugmotoren fuhr. Zu dieser Zeit war die mangelnde Konkurrenzfähigkeit des Traditionsrennstalls bereits deutlich zu spüren. Die letzten Siege anlässlich der Großen Preise von Las Vegas 1982 und von Detroit 1983, die jeweils Michele Alboreto einfuhr, kamen nur noch unter den besonderen Umständen, die für Stadtkurse galten, zustande. 1984 schließlich war Tyrrell derart leistungsschwach, dass das Team mit irregulären, untergewichtigen Autos an den Start ging. Als der Betrug auffiel, wurde Tyrrell von der Formel-1-Weltmeisterschaft 1984 ausgeschlossen. Für einige herausragende Leistungen sorgte nur Stefan Bellof, der 1984 sein Formel-1-Debüt bei Tyrrell gab. Von besonderer Bedeutung war der Große Preis von Monaco 1984, ein Regenrennen, bei dem Ayrton Senna im Toleman, auf Platz 2 liegend, und der drittplatzierte Bellof miteinander kämpften und den führenden Alain Prost im turbogetriebenen McLaren spürbar unter Druck setzten. Prost gewann den Großen Preis, als Rennleiter Jackie Ickx das Rennen wegen schlechten Wetters vorzeitig abbrach.
Die Formel-1-Saison 1985 wurde für Tyrrell zu einem Neuanfang. Nahezu ohne Sponsoren kämpfte das Team bis zum Sommer mit zwei Jahre alten Autos und leistungsschwachen Saugmotoren ohne Aussicht auf Erfolg. In der zweiten Saisonhälfte erhielt Tyrrell endlich Turbomotoren von Renault, war aber neben Lotus und Ligier eines von mehreren Kundenteams, denen eine besondere Unterstützung, wie sie beispielsweise McLaren durch Porsche zwei Jahre zuvor bei der Einführung des turbogetriebenen MP4/1E erfahren hatte, nicht zugutekam. Tyrrell kam mit dem wenig geschätzten Turbomotor nicht zurecht. Der 014, Tyrrells erstes Turbo-Auto, war unausgereift, und nach einer schwierigen Saison 1986, in der das Team mit dem 015 lediglich 11 Weltmeisterschaftspunkte erzielen konnte – Williams hatte im gleichen Zeitraum 141 Punkte eingefahren –, war Ken Tyrrell 1987 erklärtermaßen froh, wieder zu Saugmotoren zurückkehren zu können.

### Die Saugmotor-Ära

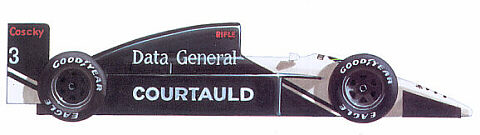
Wieder mit Saugmotor: Tyrrell 016 von 1987

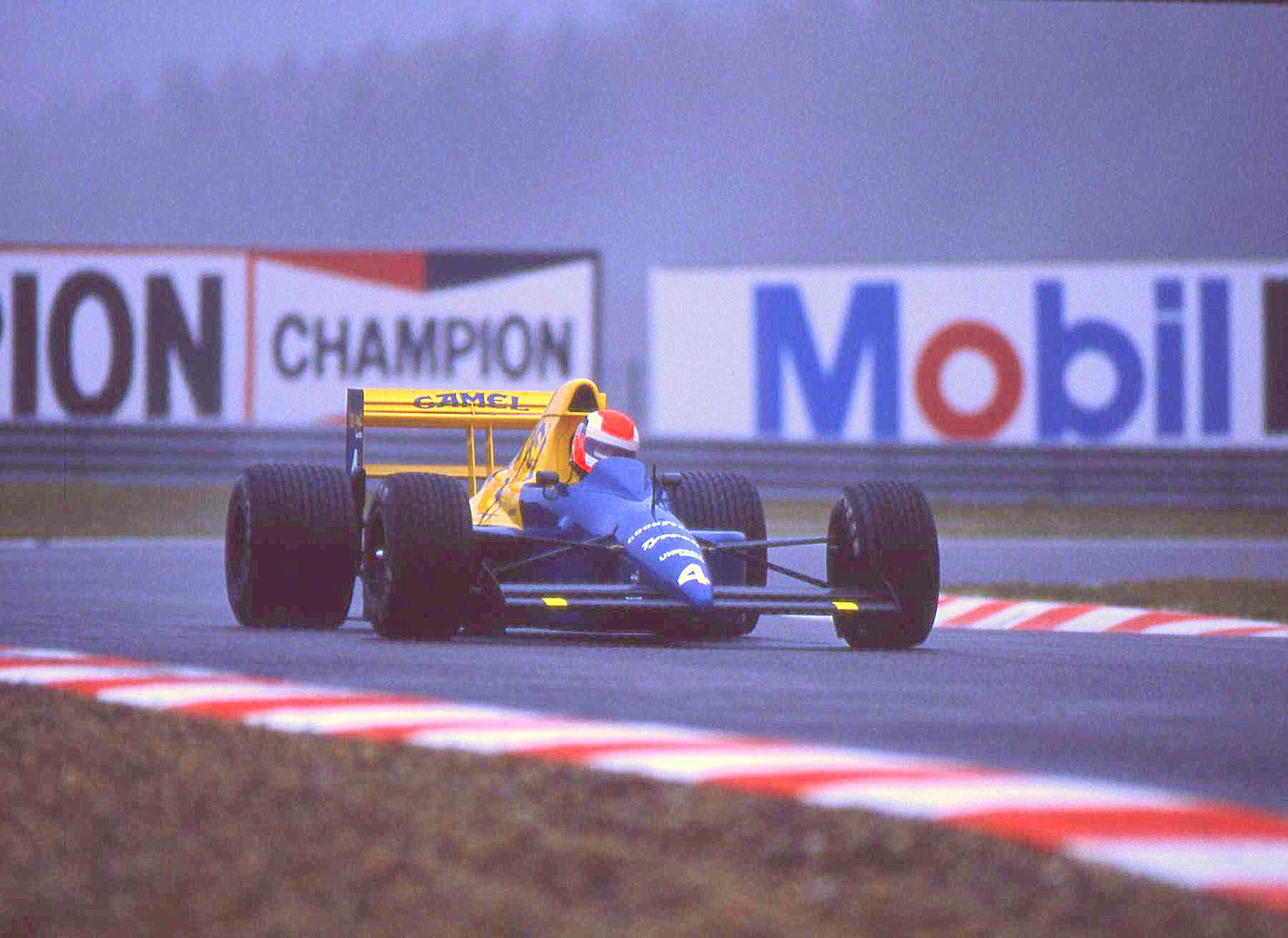
Tyrrell 018 (Johnny Herbert beim Großen Preis von Belgien 1989)

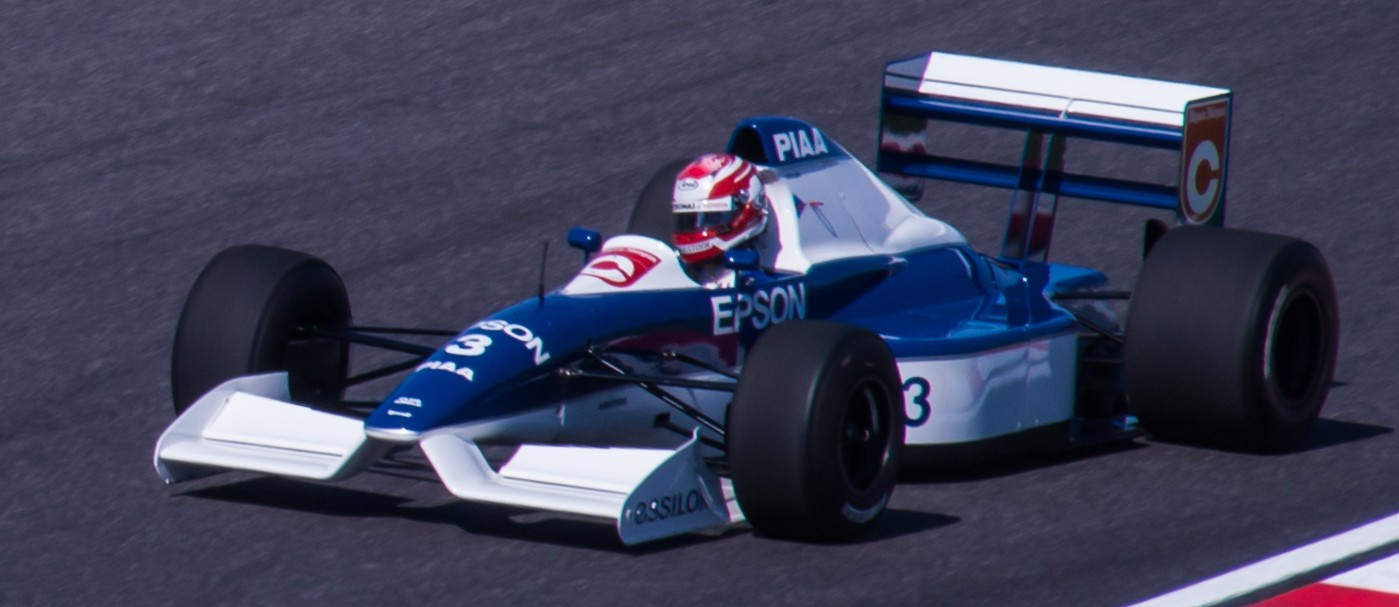
Erstmals mit Hochnase: Tyrrell 019 (1990)

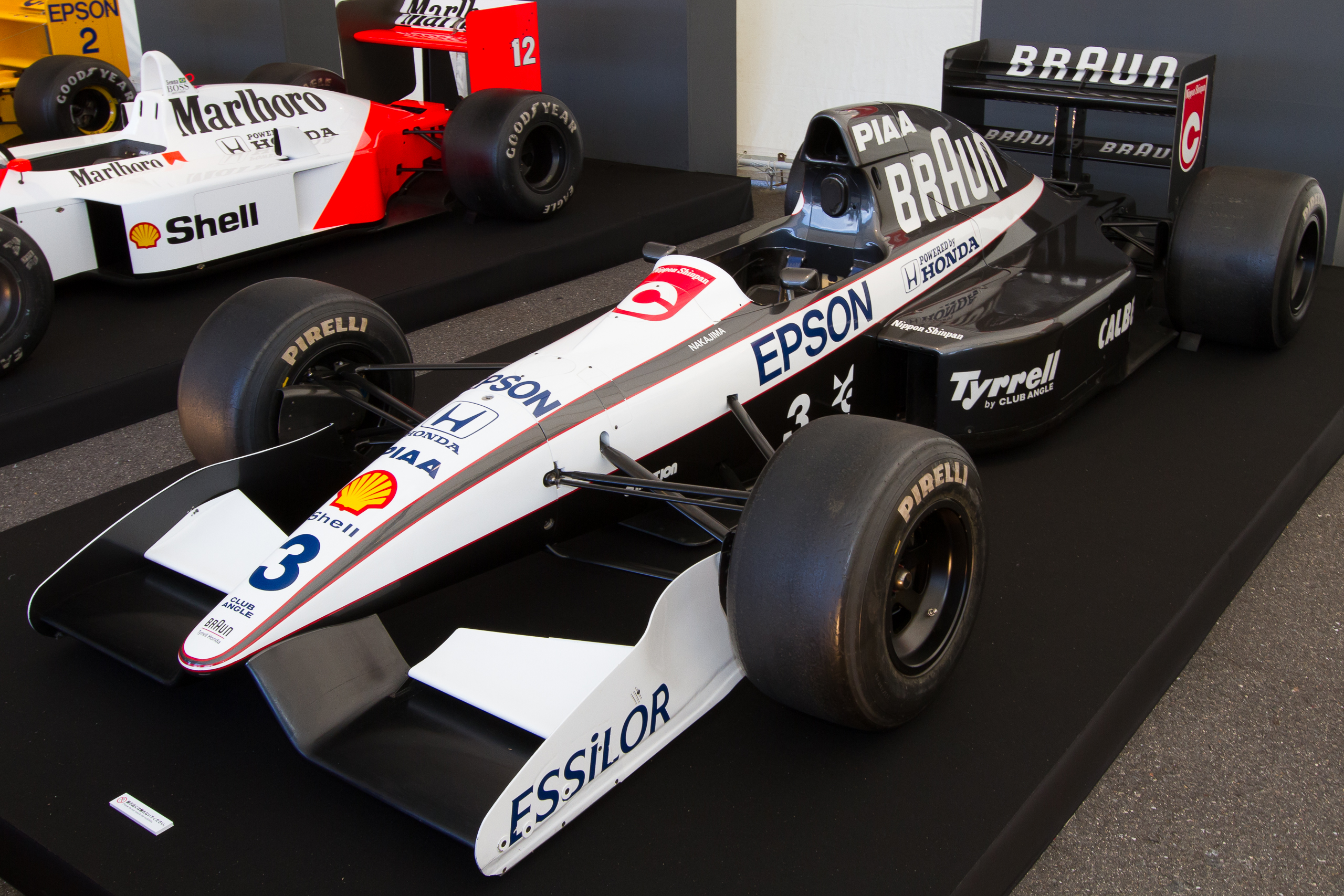
Mit Kundenmotor von Honda: Tyrrell 020

Der Wechsel zu den bei Tyrrell hoch geschätzten Cosworth-Achtzylindern, die nunmehr DFR und später DFZ hießen, brachten dem Team zunächst wenig Glück. In den ersten drei Jahren der neuen Saugmotor-Ära hatte Tyrrell immer wieder Schwierigkeiten, die Qualifikation zu bestehen, und wiederholt kam es vor, dass selbst schwach finanzierte Newcomer wie Coloni oder AGS bessere Ergebnisse erzielten als das traditionsreiche Tyrrell-Team. All dies wirkte sich negativ auf die Finanzen des Teams aus, und 1989, im 22. Jahr des Formel-1-Engagements, fuhren die Tyrrells bei zahlreichen Rennen nahezu ohne Werbung um die Rennstrecken. Die internationalen Medien machten auf den Ernst der Lage aufmerksam, indem sie berichteten, dass Ken Tyrrell seinen 65. Geburtstag damit verbracht habe, einen Team-Lkw nach Monaco zu steuern, weil er nicht genügend Geld für einen Fahrer gehabt hätte.
Dank einer geschickten Personalpolitik änderte sich 1990 die Lage. Einerseits hatte Tyrrell den britischen Ingenieur Harvey Postlethwaite und den italienischen Aerodynamiker Jean-Claude Migeot verpflichtet, die mit als bahnbrechend beschriebenen hochnasigen Tyrrell 019 dem Team das erste innovative Designkonzept seit dem P34 bescherten; anderseits bewegte der junge, ein Jahr zuvor entdeckte Jean Alesi das kompakte, handliche Auto mit viel Engagement. Als Resultat gab es einen zweiten Platz (sowie einen weiteren mit dem nach dem Vorbild des 019 umgebauten Vorjahresmodell 018B), den Jahresabschluss als Fünfter der Konstrukteurswertung und einen Vertrag mit Honda über den Bezug japanischer Zehnzylindermotoren, die in der Saison 1991 eingesetzt wurden.
Die Honda-Motoren entsprachen den 1989 bzw. 1990 von McLaren eingesetzten Triebwerken. Die Vorbereitung der Motoren erfolgte – anders als im Fall von McLaren – nicht bei Honda selbst, sondern bei dessen Tochterunternehmen Mugen. Gleichwohl wurden die Triebwerke ausschließlich unter der Bezeichnung „Honda“ gemeldet. Tyrrells Beziehung zu Honda war über McLaren zustande gekommen. Nachdem Honda seit 1988 McLaren exklusiv beliefert hatte, sah das Unternehmen die Möglichkeit, durch den Einsatz eines Kundenteams zusätzliche Daten zu erhalten, um so die Triebwerke noch konkurrenzfähiger zu machen. Ähnlich verfuhr Ferrari ab 1991 mit Minardi bzw. BMS Scuderia Italia. Tyrrell wiederum erhoffte durch die leistungsfähigeren Motoren eine Verbesserung der eigenen sportlichen Position.
Letztlich zahlte sich die teure Allianz mit Honda für Tyrrell ebenso wenig aus wie Minardis Verbindung zu Ferrari im gleichen Jahr. Ein besonderes Problem Tyrrells war das Einsatzauto des Jahres 1991, der Tyrrell 020. Die Vorteile des hoch gelobten Vorgängers ließen sich nicht auf dieses Modell übertragen. Das vom deutschen Elektrogerätehersteller Braun gesponserte, schwarz lackierte Auto war schwer und unhandlich. Insbesondere erfüllte Hondas Zehnzylindermotor nicht Tyrrells Erwartungen: Das Triebwerk war schwerer und deutlich größer als der zuvor verwendete Ford-Motor. Dadurch wurde die Gewichtsverteilung und das Fahrverhalten des Autos nachteilig beeinflusst. Zudem verließen die Urheber des Erfolges mit dem 019 das Team: Jean Alesi und Jean-Claude Migeot wechselten Anfang 1991 beide zu Ferrari, während Harvey Postlethwaite im Frühjahr 1991 zu Sauber ging, um den Einstieg dieses Rennstalls in die Formel 1 vorzubereiten. Diese Abgänge wirkten sich negativ auf die Leistungsfähigkeit des Teams aus. Am Ende des Jahres entschied sich Tyrrell gegen eine Weiterverwendung der vergleichsweise teuren und inzwischen veralteten Honda-Motoren für die Saison 1992. Stattdessen übernahm das Team die Zehnzylindermotoren von Ilmor, die im Jahr zuvor exklusiv von Leyton House verwendet worden waren und für geringe Ausmaße und geringes Gewicht bekannt waren.
Allerdings gelang es Tyrrell nicht, den neuen Motor zur Grundlage für ein durchschlagendes Paket zu machen. Die Vereinbarung mit Ilmor kam spät – erst im Dezember 1991 – zustande. Im Hinblick darauf blieb Tyrrells Ingenieurteam um Mike Coughlan nur wenig Zeit, das vorhandene Auto an den neuen Motor anzupassen. Deshalb und wegen eingeschränkter Finanzmittel wurden nicht immer die effektivsten Lösungsansätze verfolgt. Der Geldmangel führte im Übrigen dazu, dass das Team nur wenige Testfahrten unternehmen konnte. Dadurch geriet es hinsichtlich Abstimmung und Zuverlässigkeit zunehmend in Rückstand. Tyrrell beendete die Saison 1992, in der Andrea de Cesaris und Olivier Grouillard für das Team fuhren, als Sechster der Konstrukteursmeisterschaft. Allerdings hatte Ken Tyrrell auf bessere Ergebnisse gehofft. Weil die Finanzierung des Teams für die Zukunft lange nicht gesichert war, überlegte er im Laufe des Jahres 1992 wiederholt, sein Team zu verkaufen. Interessenten waren durchaus vorhanden; zu ihnen zählte das italienische Formel-3000-Team Il Barone Rampante. Letztlich machte Ken Tyrrell doch weiter.

### Yamaha und Ford: die letzten Jahre

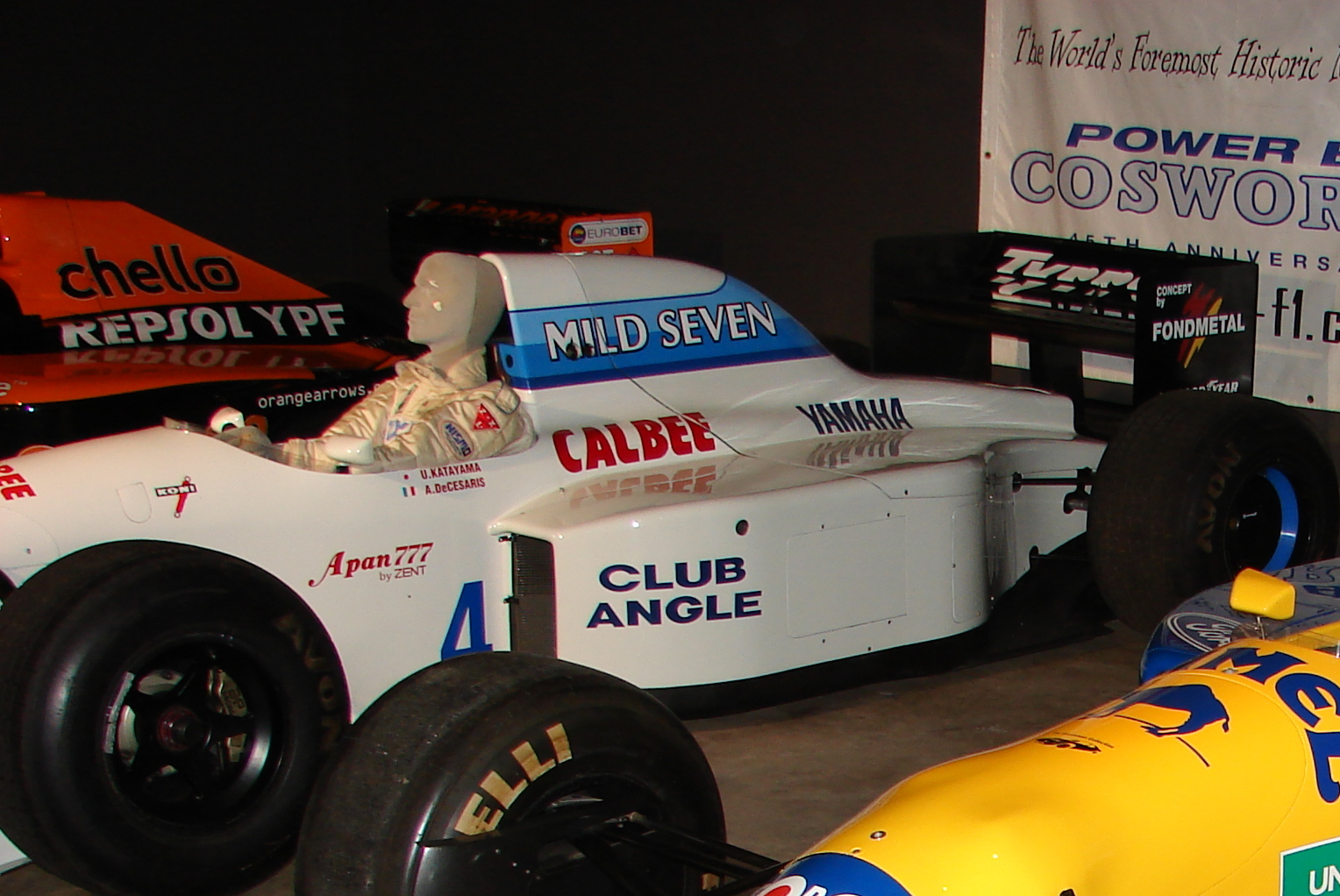
Der Tyrrell 021 von 1993, ein kurzlebiges Auto, das nur in der zweiten Hälfte der Saison 1993 eingesetzt wurde

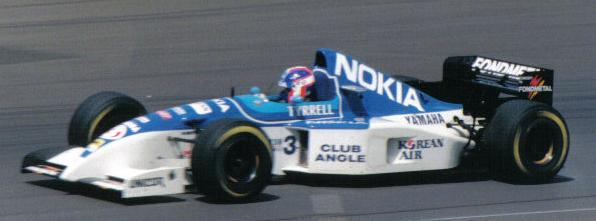
Tyrrell 023 (1995), gefahren von Ukyō Katayama

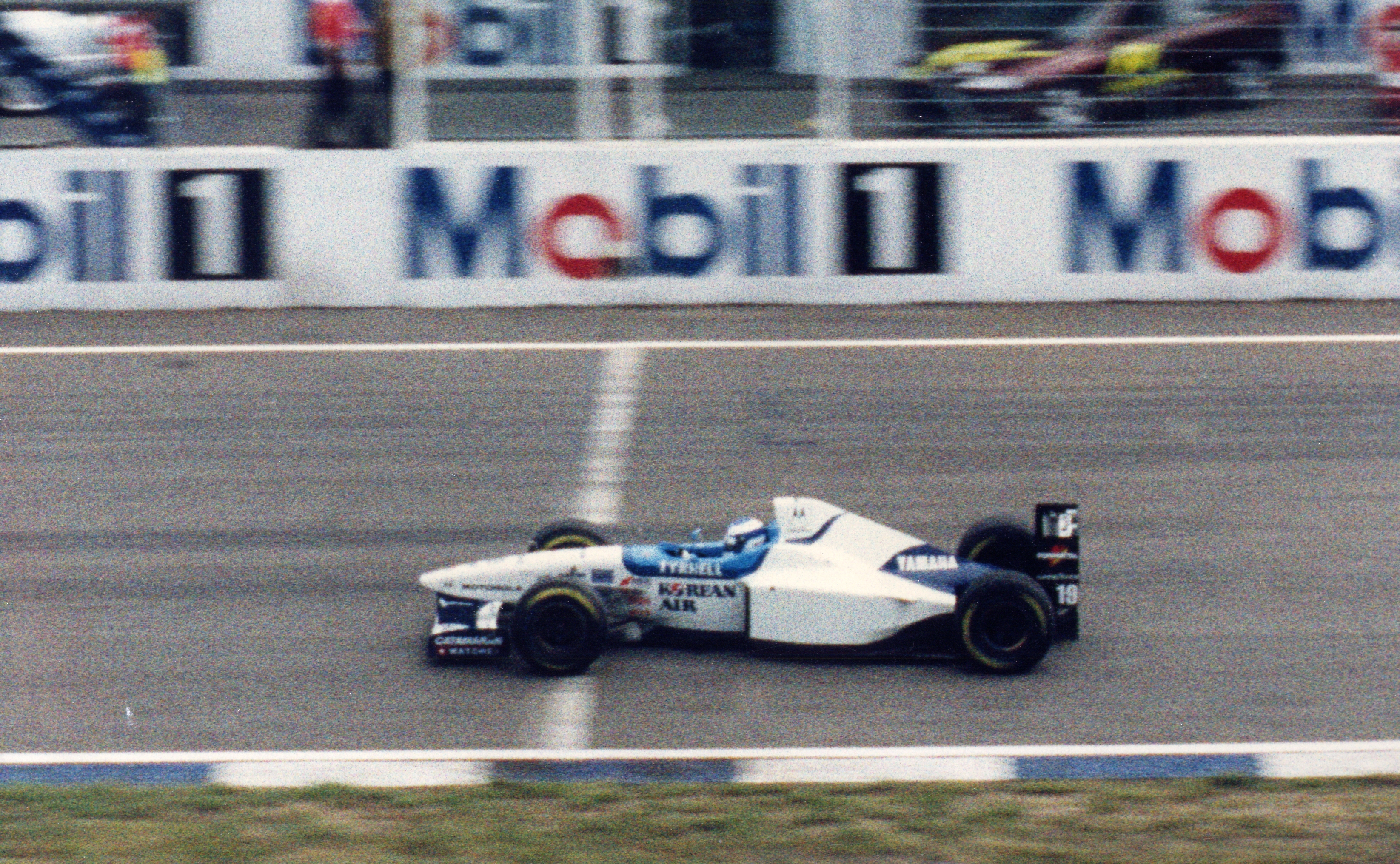
Tyrrell 024 beim freien Training zum Großen Preis von Deutschland 1996, gefahren von Mika Salo.

1993 erhielt der 020 in seiner C-Version den dritten Motor – eine von Yamaha finanzierte Weiterentwicklung des Judd-GV-Zehnzylinders mit der Bezeichnung Yamaha OX10A –, doch weder Ukyō Katayama noch der routinierte Andrea de Cesaris konnten auch nur einen einzigen Weltmeisterschaftspunkt für das britische Team erzielen. Auch der 021, der nur kurz in der zweiten Hälfte der Saison 1993 eingesetzt wurde, war kein erfolgreiches Auto. 1993 war das erste Jahr in der Geschichte des Teams, in der keine Weltmeisterschaftspunkte erzielt wurden.
1994 besserte sich die Lage wieder. Harvey Postlethwaite war zu Tyrrell zurückgekehrt und konstruierte mit dem 022 einen kompakten, gut zu fahrenden und erfolgversprechenden Wagen. Allerdings fehlten die finanziellen Mittel, die für eine ausreichende Wartung der Teile und für ausreichende Testfahrten nötig gewesen wären. Diese Defizite wirkten sich nachteilig auf die Zuverlässigkeit der Fahrzeuge aus. Was der 022 und er selbst konnten, zeigte Tyrrells neuer Fahrer Mark Blundell beim Großen Preis von Spanien in Barcelona, als er als Dritter ins Ziel kam. Es war jedoch die letzte Podiumsplatzierung für die Tyrrell Racing Organisation. In Hockenheim überzeugte auch Ukyō Katayama: Der Japaner fuhr lange Zeit an zweiter bzw. dritter Stelle und erzielte auf der Waldgeraden eine Höchstgeschwindigkeit, die um 2 km/h über der des Williams-Renault lag; allerdings fiel er kurz vor der Zielankunft mit defektem Gaszug aus.
1995 hatte Tyrrell endlich wieder ein hinreichendes Budget: Ukyō Katayama wurde in größerem Maße als zuvor von Japan Tobacco (mit der Marke Mild Seven) unterstützt, und Mika Salo brachte Gelder vom finnischen Telekommunikationsunternehmen Nokia mit. Der anfangs blau, später weiß lackierte Tyrrell 023 war schnell, aber nicht zuverlässig. Insbesondere im Bereich der Antriebstechnik setzte sich die Defektserie fort, sodass die ersten WM-Punkte erst in den letzten Rennen des Jahres eingefahren werden konnten.
1996 verließen einige enttäuschte Sponsoren das Team wieder. Tyrrell konnte sich daraufhin kein gänzlich neues Auto leisten; der 024 war deshalb nicht mehr als eine gründlich überarbeitete Version des Vorjahresmodells. Im Laufe dieser Saison verlor Tyrrell zunehmend den Anschluss ans Mittelfeld. Ende 1996 zerbrach schließlich nach vier Jahren die Allianz mit Yamaha. Das japanische Unternehmen kündigte an, die Motoren künftig kostenlos an Arrows zu liefern. Tyrrell hatte zwar die Möglichkeit, als zahlendes Kundenteam weiter Yamaha-Motoren einzusetzen. Angesichts der weiterhin mangelnden Zuverlässigkeit der Triebwerke entschied sich Ken Tyrrell dazu, für 1997 die Verbindung mit Cosworth wieder aufleben zu lassen.
Harvey Postlethwaites Tyrrell 025 fuhr 1997 daraufhin einen Ford-ED-Achtzylinder von Cosworth. Der ED war eine überarbeitete Version des bereits 1989 konstruierten Cosworth HB. Es galt neben dem Hart-Motor von Minardi als das älteste und schwächste Triebwerk des Jahres, verbrauchte allerdings wenig Treibstoff. Tyrrell beauftragte seinen ehemaligen Piloten Satoru Nakajima mit der Vermittlung von Sponsoren. Der Japaner richtete allerdings nur wenig aus; abgesehen von PIAA, einem seit Jahren mit Nakajima verbundenen Unternehmen, kamen nur wenige Geldgeber zum Traditionsteam. Der weiße Tyrrell 025 ging daher bei vielen Rennen des Jahres weitgehend sponsorlos an den Start. In diesem schwierigen Jahr war Tyrrell ein letztes Mal innovativ: Zum Großen Preis von Argentinien erschienen die Autos erstmals mit zwei hochstehenden Spoilern auf den Seitenkästen, die bald als Tower Wings oder Tyrrell Towers bezeichnet wurden. Dieses ungewöhnliche Konzept wurde im Laufe des Jahres 1997 von zahlreichen Konkurrenzteams von Jordan über Prost bis hin zur Scuderia Ferrari kopiert und gehörte bis Anfang 1998 zur Standardausrüstung vieler Fahrzeuge, bevor es von der FIA wegen angeblicher Sicherheitsmängel, vor allem aber wegen seiner unattraktiven Optik verboten wurde. Beim Großen Preis von Monaco 1997 erzielte Mika Salo die letzten Weltmeisterschaftspunkte für die Tyrrell Racing Organisation. Sie waren dem schlechten Wetter am Renntag sowie dem Umstand zu verdanken, dass der Tyrrell 025 mit seinem alten Cosworth-Motor ein sparsames Triebwerk war. So gelang es Salo mit regenbedingt magerer Gemischeinstellung, das gesamte Rennen ohne Tankstopp und Reifenwechsel zu bestreiten. Der dadurch erzielte Zeitgewinn reichte für den fünften Platz im Rennen.

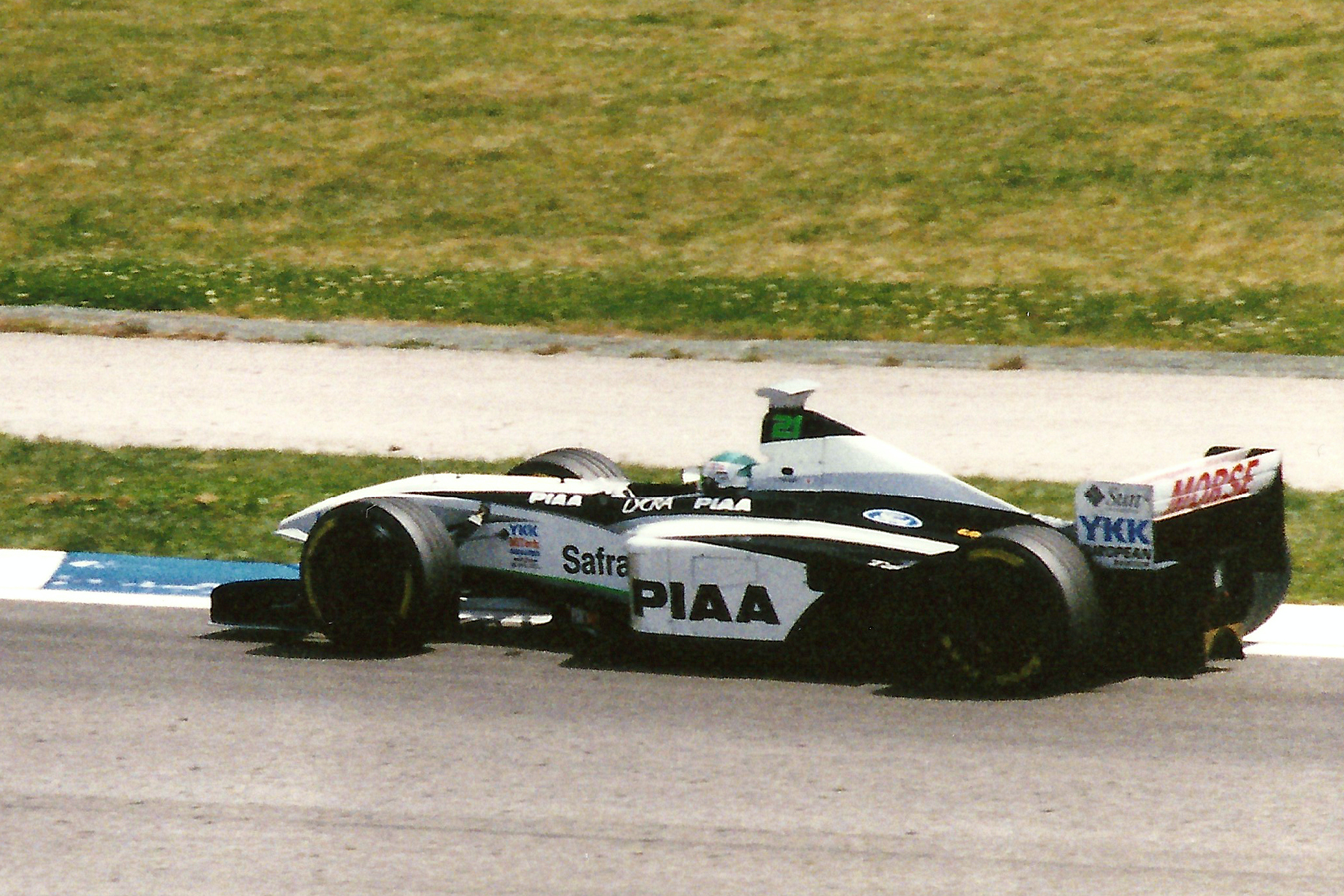
Der 026 für die Saison 1998, das letzte Formel-1-Fahrzeug von Tyrrell, hier gefahren von Toranosuke Takagi.

Ende 1997 verkaufte Ken Tyrrell, bereits an Krebs erkrankt, sein Team an British American Tobacco. Die Formel-1-Weltmeisterschaft 1998 sollte ein Übergangsjahr werden, bevor BAT mit Craig Pollock, Adrian Reynard und Jacques Villeneuve für 1999 daraus das Team British American Racing formten. Ken Tyrrell war zunächst noch im Team engagiert, musste aber früh erkennen, dass Craig Pollock und sein Partner Adrian Reynard die wesentlichen Entscheidungen trafen. Dazu gehörte auch die Fahrerwahl. Tyrrell hatte sich lange gegen die Verpflichtung von Ricardo Rosset gewehrt und sich für die Beibehaltung von Jos Verstappen ausgesprochen. Seine Empfehlung wurde nicht umgesetzt. Im Februar 1998, noch vor dem ersten Rennen der Saison, verließ Ken Tyrrell sein Team nach mehr als 30 Jahren des ununterbrochenen Formel-1-Engagements. Die Tyrrell Racing Organisation beendete ihr letztes Jahr ohne einen einzigen Weltmeisterschaftspunkt.

### Tyrrell, der Fahrerscout
Ken Tyrrell hatte seit den späten 1970er-Jahren den Ruf des Talentscouts bzw. Talentsichters. So machten zahlreiche Nachwuchshoffnungen und spätere Grand-Prix-Sieger ihre ersten Versuche in der Formel 1 auf einem Tyrrell, u. a. Patrick Depailler (1972), Jean-Pierre Jabouille (1975), Didier Pironi (1978), Michele Alboreto (1981), Stefan Bellof (1984) und Jean Alesi (1989). Ken Tyrrell sah sich selbst allerdings nicht als ausgesprochener Talentförderer. Für ihn war die Verpflichtung junger Fahrer eine bloße Notwendigkeit. In einem Interview mit der Zeitschrift motorsport aktuell erklärte er im Sommer 1996: „Natürlich würde ich viel lieber Michael Schumacher verpflichten. Aber er ist viel zu teuer. Ich muss einfach nehmen, was ich mir leisten kann.“

### Das Erbe
1999 übernahm British American Racing den Platz der Tyrrell Racing Organisation. Daraus entstand 2005 das Honda-Werksteam, das 2009 von Ross Brawn übernommen und unter der Bezeichnung Brawn GP im gleichen Jahr zur Fahrer- und Konstrukteursmeisterschaft geführt wurde. Seit Formel-1-Weltmeisterschaft 2010 tritt das Team als Mercedes Grand Prix an.

### Übersicht: Tyrrell als Werksteam in der Formel 1
| Saison | Teamname                    | Chassis                                              | Motor                                  | Fahrer 1. Auto                  | Fahrer 2. Auto                                               | Fahrer 3. Auto                       | Punkte | WM-Platz |
| ------ | --------------------------- | ---------------------------------------------------- | -------------------------------------- | ------------------------------- | ------------------------------------------------------------ | ------------------------------------ | ------ | -------- |
| 1970   | Elf Team Tyrrell            | March 701 Tyrrell 001                                | Cosworth DFV V8                        | Jackie Stewart                  | François Cevert                                              | –                                    | –      | –        |
| 1971   | Elf Team Tyrrell            | Tyrrell 001, 002 und 003                             | Cosworth DFV V8                        | Jackie Stewart                  | Francois Cevert                                              | –                                    | 73     | 1        |
| 1972   | Elf Team Tyrrell            | Tyrrell 002, 003 Tyrrell 004 Tyrrell 005 Tyrrell 006 | Cosworth DFV V8                        | Jackie Stewart                  | Francois Cevert                                              | Patrick Depailler                    | 51     | 2        |
| 1973   | Elf Team Tyrrell            | Tyrrell 005 Tyrrell 006                              | Cosworth DFV V8                        | Jackie Stewart                  | Francois Cevert                                              | Chris Amon                           | 82     | 2        |
| 1974   | Elf Team Tyrrell            | Tyrrell 005 Tyrrell 006 Tyrrell 007                  | Cosworth DFV V8                        | Jody Scheckter                  | Patrick Depailler                                            | –                                    | 52     | 3        |
| 1975   | Elf Team Tyrrell            | Tyrrell 007                                          | Cosworth DFV V8                        | Jody Scheckter                  | Patrick Depailler                                            | Jean-Pierre Jabouille Michel Leclère | 25     | 5        |
| 1976   | Elf Team Tyrrell            | Tyrrell 007 Tyrrell P34                              | Cosworth DFV V8                        | Jody Scheckter                  | Patrick Depailler                                            | –                                    | 71     | 3        |
| 1977   | Elf Team Tyrrell            | Tyrrell P34                                          | Cosworth DFV V8                        | Ronnie Peterson                 | Patrick Depailler                                            | –                                    | 27     | 6        |
| 1978   | Elf Team Tyrrell            | Tyrrell 008                                          | Cosworth DFV V8                        | Didier Pironi                   | Patrick Depailler                                            | –                                    | 38     | 4        |
| 1979   | Candy Team Tyrrell          | Tyrrell 009                                          | Cosworth DFV V8                        | Didier Pironi                   | Jean-Pierre Jarier Geoff Lees Derek Daly                     | Derek Daly                           | 28     | 5        |
| 1980   | Candy Team Tyrrell          | Tyrrell 009 Tyrrell 010                              | Cosworth DFV V8                        | Jean-Pierre Jarier              | Derek Daly                                                   | Mike Thackwell                       | 12     | 6        |
| 1981   | Tyrrell Racing Team         | Tyrrell 010 Tyrrell 011                              | Cosworth DFV V8                        | Eddie Cheever                   | Kevin Cogan Ricardo Zunino Michele Alboreto                  | –                                    | 10     | 8        |
| 1982   | Team Tyrrell                | Tyrrell 011                                          | Cosworth DFV V8                        | Michele Alboreto                | Slim Borgudd Brian Henton                                    | –                                    | 25     | 6        |
| 1983   | Benetton Team Tyrrell       | Tyrrell 011B Tyrrell 012                             | Cosworth DFV V8                        | Michele Alboreto                | Danny Sullivan                                               | –                                    | 12     | 7        |
| 1984   | Tyrrell Racing Organisation | Tyrrell 012                                          | Cosworth DFY V8                        | Martin Brundle Stefan Johansson | Stefan Bellof Mike Thackwell                                 | –                                    | 0      | –        |
| 1985   | Tyrrell Racing Organisation | Tyrrell 012 Tyrrell 014                              | Cosworth DFV V8 Renault EF 4B V6 Turbo | Martin Brundle                  | Stefan Johansson Stefan Bellof Ivan Capelli Philippe Streiff | –                                    | 4      | 9        |
| 1986   | Data General Team Tyrrell   | Tyrrell 014 Tyrrell 015                              | Renault EF 4B V6 Turbo                 | Martin Brundle                  | Philippe Streiff                                             | –                                    | 11     | 7        |
| 1987   | Data General Team Tyrrell   | Tyrrell DG 016                                       | Cosworth DFZ V8                        | Jonathan Palmer                 | Philippe Streiff                                             | –                                    | 11     | 6        |
| 1988   | Tyrrell Racing Organisation | Tyrrell 017                                          | Cosworth DFZ V8                        | Jonathan Palmer                 | Julian Bailey                                                | –                                    | 5      | 8        |
| 1989   | Tyrrell Racing Organisation | Tyrrell 017B Tyrrell 018                             | Cosworth DFR V8                        | Jonathan Palmer                 | Michele Alboreto Jean Alesi Johnny Herbert                   | –                                    | 16     | 5        |
| 1990   | Tyrrell Racing Organisation | Tyrrell 018 Tyrrell 019                              | Cosworth DFR V8                        | Satoru Nakajima                 | Jean Alesi                                                   | –                                    | 16     | 5        |
| 1991   | Braun Tyrrell Honda         | Tyrrell 020                                          | Honda RA 101E V10                      | Satoru Nakajima                 | Stefano Modena                                               | –                                    | 12     | 6        |
| 1992   | Tyrrell Racing Organisation | Tyrrell 020B                                         | Ilmor 2175A V10                        | Olivier Grouillard              | Andrea de Cesaris                                            | –                                    | 8      | 6        |
| 1993   | Tyrrell Racing Organisation | Tyrrell 020C Tyrrell 021                             | Yamaha OX10A V10                       | Ukyō Katayama                   | Andrea de Cesaris                                            | –                                    | 0      | –        |
| 1994   | Tyrrell                     | Tyrrell 022                                          | Yamaha OX10B V10                       | Ukyō Katayama                   | Mark Blundell                                                | –                                    | 13     | 7        |
| 1995   | Nokia Team Tyrrell          | Tyrrell 023                                          | Yamaha OX10C V10                       | Ukyō Katayama Gabriele Tarquini | Mika Salo                                                    | –                                    | 5      | 9        |
| 1996   | Tyrrell Yamaha              | Tyrrell 024                                          | Yamaha OX11A V10                       | Ukyō Katayama                   | Mika Salo                                                    | –                                    | 5      | 8        |
| 1997   | PIAA Tyrrell                | Tyrrell 025                                          | Ford ED4 V8 Ford ED5 V8                | Jos Verstappen                  | Mika Salo                                                    | –                                    | 2      | 10       |
| 1998   | PIAA Tyrrell                | Tyrrell 026                                          | Ford JD-Zetec V10                      | Ricardo Rosset                  | Toranosuke Takagi                                            | –                                    | 0      | –        |

## Tyrrell als Fahrzeuglieferant
Einzelne Fahrzeuge, die im Werksteam nicht mehr verwendet wurden, verkaufte Tyrrell – ähnlich wie Brabham, March oder Williams – anfänglich an private Kunden. Einige Autos tauchten bis in späten 1970er Jahre hinein immer wieder bei einzelnen Formel-1-Läufen und gelegentlich auch in anderen Serien auf.

### Private Tyrrell in der Formel 1
- Der erste private Tyrrell in der Formel 1 wurde zum Großen Preis von Südafrika 1973 von Eddie Keizan für das Team Blignaut Lucky Strike Racing eingesetzt. Keizan meldete den 1971 hergestellten Tyrrell 004, der im Werksteam bereits seit längerem durch die Modelle 005 und 006/1 ersetzt worden war. Keizan ging als 22. von 25 Fahrern ins Rennen und kam mit 12 Runden Rückstand ins Ziel. Er wurde nicht gewertet.
- Anlässlich des Großen Preises von Südafrika 1974 wiederholte Keizan seinen Einsatz. Hier brachte er den Tyrrell 004 mit zwei Runden Rückstand als 14. Fahrzeug ins Ziel und war damit zwei Positionen besser als Niki Lauda im Ferrari 312B3.
- Zum Großen Preis von Südafrika 1975 meldete das Team Lexington Racing einen im Vorjahr hergestellten Tyrrell 007 für Ian Scheckter. Scheckter qualifizierte sich vor Jacky Ickx im Lotus T72 für den 17. Startplatz, fiel im Rennen aber nach 55 Runden unfallbedingt aus.
- Im folgenden Jahr traten Lexington Racing und Ian Scheckter erneut mit dem Tyrrell 007 zum Großen Preis von Südafrika an. Scheckter ging als 16. ins Rennen, fiel aber bereits in der ersten Runde aus, nachdem er mit dem Werks-Williams von Michel Leclère kollidiert war.
- Zu den Großen Preisen von Deutschland, Österreich, den Niederlanden und Italien der Automobil-Weltmeisterschaft 1976 meldete das Team Scuderia Gulf Rondini jeweils einen Tyrrell 007 für Alessandro Pesenti-Rossi. Abgesehen vom Rennen auf dem Circuit Zandvoort konnte sich Pesenti-Rossi regelmäßig qualifizieren und kam jeweils außerhalb der Punkteränge ins Ziel.
- Das ÖASC Racing Team meldete zu den Großen Preisen von Kanada und der USA Ost 1976 einen Tyrrell 007 für Otto Stuppacher. Stuppacher scheiterte bereits an der Qualifikation.
- Zum Großen Preis von Japan 1976 meldete das japanische Team Heros Racing einen Tyrrell 007 für Kazuyoshi Hoshino. Der Japaner qualifizierte sich als 21., fiel im Rennen aber nach einem Reifendefekt in der 27. Runde aus.
- Die letzte Meldung eines privaten Tyrrell in der Formel-1-Weltmeisterschaft erfolgte anlässlich des Großen Preises von Japan 1977 durch das japanische Team Meiritsu Racing. Der Japaner Kunimitsu Takahashi qualifizierte sich mit einem Tyrrell 007 als 22. und beendete das Rennen als Neunter. Das von ihm eingesetzte Auto war derselbe Wagen, mit dem Hoshino ein Jahr zuvor angetreten war.

### Tyrrell-Fahrzeuge in der Aurora-Serie
In den späten 1970er Jahren wurde in Großbritannien die sog. Aurora F1-Serie abgehalten, eine Nachwuchsklasse für junge Talente, die mit überarbeiteten Formel-2-Fahrzeugen, alternativ aber auch mit gebrauchten Formel-1-Autos zumeist älteren Datums an das Leistungsniveau des Grand-Prix-Sports herangeführt werden sollten. Die Serie erfüllte zeitweilig auch den Zweck einer britischen Formel-1-Meisterschaft. Viele der Teams setzten ausgediente Formel-1-Fahrzeuge ein. Zumeist handelte es sich um Wagen von Arrows, March Engineering oder Williams. 1979 fanden aber auch zwei Tyrrell ihren Weg in die Aurora-Serie: In der zweiten Saison der Serie setzte Melchester Racing zwei ein Jahr zuvor produzierte Tyrrell 008 für Desiré Wilson und Gordon Smiley ein; gelegentlich fuhr auch Neil Battridge. Die besten Ergebnisse fuhr Wilson ein. Sie erreichte vier Podiumsplatzierungen und wurde mit 28 Punkten Siebente der Meisterschaft.

### Tyrrell-Fahrzeuge in der Formel 3000
In der ersten Formel-3000-Saison versuchten einige wenige Teams, sich mit ausgedienten Formel-1-Fahrzeugen gegen die speziell auf die neue Serie zugeschnittenen Kundenwagen von Lola und March zu behaupten. Das britische Barron Racing Team setzte in den ersten zwei Rennen der Formel-3000-Saison 1985 einen 1983 hergestellten Tyrrell 011 für Claudio Langes und in den ersten vier Rennen einen weiteren 011 für Roberto Moreno ein. Beide Fahrer konnten mit den Fahrzeugen nichts ausrichten. Nach dem vierten Saisonrennen beendete Barron Racing sein Engagement in der Formel 3000.